# Малінович Тамара Андріївна
Тамара Андріївна Малінович (нар. 10 березня 1952, м. Олевськ, Україна — 4 жовтня 2002, м. Тернопіль, Україна) — українська акторка. Мати Андрія Маліновича.

## Життєпис
Тамара Андріївна Малінович народилася 10 березня 1952 року в місті Олевську Житомирської області, Україна.
Закінчила Житомирське культурно-освітнє училище (1972, нині коледж культури і мистецтв).
У 1972—1974 — солістка ансамблю народного танцю «Надзбручанка» Тернопільської обласної філармонії. У 1975—2000 — артистка балету Тернопільського музично-драматичного театру (нині академічний обласний драматичний театр).
Померла 4 жовтня 2002 року в Тернополі.

## Ролі
Зіграла понад 50 ролей, зокрема:
- Фатіма і Дуняша («Тарас Бульба» та «Одруження» М. Гоголя),
- Марина («Жидівка-вихрестка» І. Тогобочного),
- Наталка («Вода з отчої криниці» В. Фольварочного),
- Світлана («Веселка» М. Зарудного),
- Болгарка («Роксолана» П. Загребельного),
- Ліда («Рядові» О. Дударєва),
- Валерія («Моя професія — синьйор з вищого світу» Д. Скарніччі, Р. Тарабузі),
- Мері («Блез» К. Маньє),
- Беттіна («Дім божевільних» Е. Скарпетти),
- Ніколь («Недоумкуватий Журден» М. Булгакова),
- Люсі («Будьте здорові» П. Шено).